# Rönneholm slot
Rönneholm slot er et svensk slot i Stehag sogn i Eslöv kommune i Skåne. Det ligger ved Rönne å mellem Eslöv og Höör. Slottets oprindelse er ukendt. Det blev i 1811 bygget om til fransk renæssancestil, og i 1882 blev det forsynet med en tredje etage. I 1941 blev slottet hærget af brand, men genopbygget.
På Rönneholm slot har der siden 1996 været behandlingsinstitutioner for kvinder. Det drejer sig dels om Malins Minne for stofmisbrugende mødre med deres børn, dels om Prokrami Kvinnobehandling for kvindelige stofmisbrugere generelt. Hverken slottet eller parken har offentlig adgang.

## Historie
Rönneholm hed tidligere Rönningsholm. Det tilhørte i det 16. århundrede slægten Laxmand, men kom i begyndelsen af det 17. århundrede i Jörgen Hondorffs besiddelse via giftermål. Efterkommere af denne ejede slottet til 1681. En af de nærmest følgende ejere var Nils Cronacker, hvorfra slottet gennem giftermål kom i oberstløjtnant Christian Magnus Coyets besiddelse. Det forblev i Coyet-familiens besiddelse til 1918, men jorden var efterhånden blevet afstået. I store dele af det 20. århundrede fungerede slottet som sanatorium. I 1996 blev der foretaget en renovering af hovedbygningen, og i september samme år flyttede Malins Minne ind; organisationen har siden haft sit hovedkvarter her. I sommeren 1997 blev der påbegyndt en renovering af anneksbygningen, og der flyttede Prokrami Kvinnobehandling ind fra Åsljunga i 1998.